# Arthur Rentel

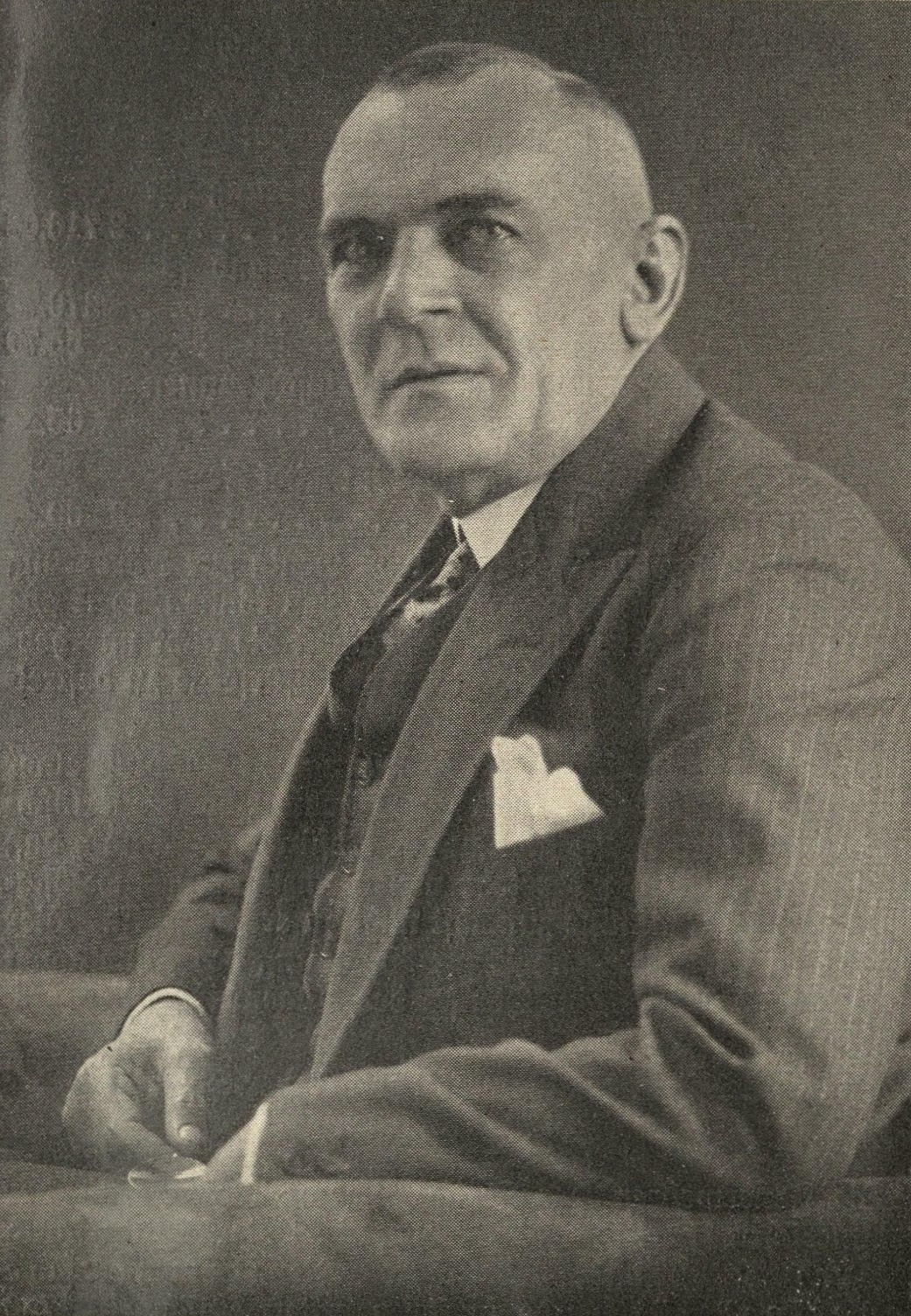
Arthur Rentel, undatierte Fotografie

Arthur Rentel (* 1. Oktober 1869 in Balga; † 1951 in Oldenburg (Oldb)) war ein deutscher Verwaltungs- und Versicherungsjurist.

## Leben
Nach dem Abitur am Realgymnasium und ein Jahr später am humanistischen Gymnasium in Elbing studiert Rentel an der Königlichen Universität zu Greifswald und der Albertus-Universität Königsberg Rechtswissenschaft und Volkswirtschaftslehre. Er wurde Mitglied des Corps Borussia Greifswald (1890) und des Corps Hansea Königsberg (1891). 1899 wurde er in Königsberg zum Dr. iur. promoviert. Er diente als Einjährig-Freiwilliger und wurde später bis zum Hauptmann der Reserve befördert. Nachdem er die große Staatsprüfung abgelegt hatte, war er als Jurist bei den Gerichten und Staatsanwaltschaften in Elbing, Danzig und Stettin tätig. 1906 wurde er zum Staatsanwalt in Stettin ernannt. 1908 wechselte er zur Verwaltung der Provinz Pommern, wo er nach wenigen Monaten zum Landesrat gewählt wurde. Dort war er als Dezernent und später Dirigent der Pommerschen Feuersozietät und der Pommerschen Provinzial-Lebensversicherungs-Anstalt beschäftigt. Am Ersten Weltkrieg nahm er als Hauptmann der Reserve a. D. bei einem Reserve-Feldartillerieregiment teil. 1926, mit der Umwandlung der Versicherungsanstalten zu selbständigen Körperschaften des öffentlichen Rechts, wurde er zum Generaldirektor beider Versicherungen gewählt. Rentel war Mitglied verschiedener Kuratorien, des Aufsichtsrates der gemeinnützigen Pommerschen Landgesellschaft, nachdem er kurze Zeit auch deren Geschäftsführer gewesen war, und des Aufsichtsrates der gemeinnützigen Pommerschen Heimstätte.